# Florence Turner
Florence Turner (New York, 6 januari 1885 - Woodland Hills, 28 augustus 1946) was een Amerikaans actrice.
Turner werd al op 3-jarige leeftijd een actrice, toen haar ambitieuze moeder haar het vak in duwde. Ze ging de vaudeville in onder de naam Eugenie Florence. In 1906 tekende ze een contract bij de filmstudio American Vitagraph Company en in datzelfde jaar maakte ze haar filmdebuut.
Namen van acteurs en de crew werd in die tijd nooit vermeld in films. Wel werd Turner aangeduid als Vitagraph Girl en ze groeide uit tot een van de meest bekende Amerikaanse actrices uit haar tijd. Na een aantal jaren werd ook haar echte naam onthuld. Echter, toen andere jongere actrices zoals Gene Gauntier, Marin Sais, Marion Leonard, Mary Pickford en Florence Lawrence doorbraken, daalde Turners populariteit.
In 1913 verliet ze de Verenigde Staten met haar vriend Laurence Trimble om in Engeland te wonen. In Londen zochten ze hun geluk in verscheidene variétés. Verder richtte ze haar eigen filmmaatschappij Turner Films op en diende ze tijdens de Eerste Wereldoorlog als entertainer voor het leger.
Na de wapenstilstand in de oorlog keerde Turner terug naar de Verenigde Staten, maar vertrok in 1920 opnieuw naar Engeland. Uiteindelijk zou ze in 1924 terug naar Amerika gaan, waar ze inmiddels vergeten was als actrice. Toch wist ze bijrollen te krijgen in verscheidene films, zoals Janice Meredith (1924) en College (1927).
Hoewel ze in de jaren 30 nog een filmcontract bij Metro-Goldwyn-Mayer wist te krijgen, kreeg ze nog enkel kleine rollen in films. Ze ging uiteindelijk in de jaren 40 met pensioen en verhuisde naar Woodland Hills, waar ze op 61-jarige leeftijd zou sterven.
- Bibsys: 90840092
- Bibliothèque nationale de France: cb14044860k (data)
- Gemeinsame Normdatei: 173700063
- International Standard Name Identifier: 0000 0000 2881 4859
- Library of Congress Control Number: n85138398
- Nationale Bibliotheek van Israël: 987007342239705171
- SNAC: w6478jhv
- Système universitaire de documentation: 088738051
- Virtual International Authority File: 37118041
- WorldCat: E39PBJvtbC9FXmfxkJh3PdT4MP